# ヒマラヤサウルス
ヒマラヤサウルス（学名:Himalayasaurus）は後期三畳紀のチベットの地層から知られる絶滅した魚竜の属。

## 発見と命名
1972年に歯、部分的な四肢、椎骨などの化石に基づいて記載された。学名は「ヒマラヤのトカゲ」を意味する。

## 形態
全長15m以上。歯が刃状となっておりタラットアルコンと類似するが、ヒマラヤサウルスには歯冠を横切る溝がある点で異なる。

## 分類
ヒマラヤサウルスはシャスタサウルス科に含まれる。